# Західний Ачех (регентство)
Регентство Західний Ачех (індонез. Kabupaten Aceh Barat) — регентство в спеціальному регіоні Ачех в Індонезії. Він розташований на острові Суматра. Наразі регентство займає площу 2927,95 квадратних кілометрів і має населення 173 558 за переписом 2010 року та 198 736 за переписом 2020 року. Офіційна оцінка на середину 2021 року становила 200 579. Місто Меулабо залишається резиденцією регентського уряду (незважаючи на необґрунтовані повідомлення про те, що 8 липня 2013 року воно було відокремлено як незалежне місто). Регентство є регіоном виробництва пальмової олії. Деякі з людей регентства є мінангкабау -нащадками Анеук Джамі.
Регентство було одним із найбільш постраждалих районів під час землетрусу в Індійському океані 2004 року. 
Регентство межує з регентствами Ачех-Джая на заході, Піді на півночі, Центральним Ачехом на північному сході та Наган-Рая на південному сході, а також омивається Індійським океаном на південному заході.

## Адміністративні райони
Регентство було адміністративно поділено на дванадцять округів (kecamatan), перерахованих нижче з їхніми територіями та населенням за переписами 2010 і переписами 2020 разом з офіційними оцінками станом на середину 2021 року. Таблиця також містить розташування районних адміністративних центрів, кількість адміністративних сіл (сільських деса та міських келурахан) у кожному районі та їх поштовий індекс.
| Ім'я                        | Площа в км 2) | Перепис населення 2010 рік | Перепис населення 2020 рік | Оцінка середина 2021 року | Адмін центр     | Кількість сіл | Індекс        |
| --------------------------- | ------------- | -------------------------- | -------------------------- | ------------------------- | --------------- | ------------- | ------------- |
| Йохан Пахлаван              | 44,91         | 56 050                     | 64 646                     | 65,289                    | Меулабох        | 21            | 23617 & 23618 |
| Саматига                    | 140,69        | 13,322                     | 15,656                     | 15 840                    | Суак Тімах      | 32            | 23650         |
| Бубон                       | 129,58        | 6,545                      | 6,817                      | 6,817                     | Банда Лаюнг     | 17            | 23651         |
| Аронган Ламбалек            | 130.06        | 10 609                     | 11,871                     | 11,954                    | Дрієн Рампак    | 27            | 23652         |
| Войла                       | 249,04        | 12 073                     | 13 576                     | 13 677                    | Куала Бі        | 43            | 23654         |
| Войла Барат (Західна Войла) | 123,00        | 6,858                      | 7,837                      | 7,908                     | Пасі Малі       | 24            | 23682         |
| Войла Тимур (Східна Войла)  | 132,60        | 4,138                      | 5,144                      | 5,233                     | Тангке          | 26            | 23683         |
| Кавей XVI                   | 510.18        | 18 753                     | 21,216                     | 21,387                    | Кеуді Арон      | 44            | 23681         |
| Меуреубо                    | 112,87        | 26 510                     | 30 066                     | 30,315                    | Меуреубо        | 26            | 23615         |
| Pantai Ceuremen             | 490,25        | 9,635                      | 11,133                     | 11,246                    | Pante Ceureumen | 25            | 23680         |
| Пантон Реу                  | 83.04         | 5,671                      | 6,586                      | 6,656                     | Меутуланг       | 19            | 23684         |
| Сунгай Мас                  | 781,73        | 3,394                      | 4,188                      | 4,257                     | Каджун          | 18            | 23685         |
| Підсумки                    | 2927,95       | 173,558                    | 198,736                    | 200 579                   | Меулабох        | 322           |               |